# Daniel Reinhard (Fotograf)
Daniel Reinhard (* 27. August 1960 in Sachseln) ist ein Schweizer Fotograf in den Bereichen Autorennsport (Formel 1, DTM, Formel-E u. a.), Oldtimer sowie Industrie- und Werbefotografie.

## Leben
Reinhard stammt aus einer Fotografen-Dynastie. Bereits sein Grossvater Joseph Reinhard (1901–1975) eröffnete 1932 ein Papeterie- und Fotogeschäft in Sachseln. Dieser hatte sich das Fotografieren selbst beigebracht und war Landschafts-Fotograf und Postkarten-Verleger. Der Vater von Reinhard ist Sepp Reinhard (1931–2023), bekannt als Katastrophen-Sepp.
Nach der Volksschule besuchte Reinhard das Gymnasium. Er wollte zunächst Arzt werden, doch nach einer schweren Erkrankung und Operation hatte er genug von der Medizin. So machte er eine Ausbildung zum Fotografen an der Höheren grafischen Bundes-, Lehr- und Versuchsanstalt in Wien. Nach dem Abschluss blieb er ein Jahr in der österreichischen Hauptstadt und arbeitete als Assistent beim Fotostudio 2. Seit 1986 ist Reinhard international als selbstständiger Industrie- und Werbefotograf tätig.
Reinhard betreibt ein Fotostudio in Alpnach. Zusammen mit Bruno von Rotz und Balz Schreier gründete er die Firma Zwischengas AG, die die Website Zwischengas betreibt, eine Online-Plattform für die Themen «klassische Automobile» (Oldtimer) und «historische Rennwagen».
Reinhard ist verheiratet und Vater von zwei Kindern.

## Formel-1-Fotografie
1976 begann Reinhard die Schweizer Automobilmeisterschaft zu fotografieren. 1979 übernahm er die Formel-1-Fotografie von seinem Vater. Zunächst fotografierte er alle europäischen Formel-1-Rennen. Seit 1987 ist er für die Zeitschriften sport auto und auto motor und sport unterwegs, und fotografierte für diese alle Formel-1-Rennen. Neben den Zeitschriften sind seine Fotos jeweils auch in den grossformatigen Formel-1-Kalendern von auto motor und sport erschienen. Bis auf zwei Ausnahmen hat er seit 1987 sämtliche Formel-1-Rennen fotografiert. Für das Schweizer Radio und Fernsehen (SRF) war er in einer Reportage aus dem Jahr 2004 «gefragter Fotograf im Formel 1-Zirkus». Das SRF bemerkte ferner: «Seine Bilder von Schumachers Ferrari und Räikkönens Mercedes gehen um die Welt.»
Am 4. November 2012 fotografierte er mit dem Großen Preis von Abu Dhabi sein 500. Formel-1-Rennen. Bernie Ecclestone verlieh ihm daher in Monza die Ehren-Plakette für 500 fotografierte Formel-1-Rennen. Er fotografierte zwischen 1979 und 2016 insgesamt 553 Formel-1-Rennen. Ende 2016 gab er die Formel1-Fotografie auf und fotografiert weiterhin für BMW-Motorsport verschiedene Rennserien wie DTM und Formel-E.
Seine Fotos werden in Formel-1-Jahrbüchern genutzt, so beispielsweise im auto motor und sport Formel 1-Jahrbuch 2013 und im Formel 1 – Jahrbuch 2008 von Michael Schmidt. Daneben werden seine Fotos von einer grossen Zahl von Medien verwendet, beispielsweise von bild.de, Neue Zürcher Zeitung, blick.ch, motorsport-total.com, motorsport-magazin.com, Zürcher Oberländer, Migros-Magazin und Schweiz am Sonntag.

## Ausstellungen
- 2001: Museum Bruder Klaus: Die Obwaldner Fotografen-Dynastie Reinhard
- 2004: Bieler Fototage
- 2011: Fotoausstellung «125 Auto Motive» auf Schloss Fachsenfeld[21]

## Auszeichnungen
- Schweizer Sportfoto des Jahres 2002[7]
- Obwaldner Kulturpreis 2019

## Bücher
- Elisabeth Zurgilgen (Text), Joseph, Sepp und Daniel Reinhard (Fotos): Katastrophen-Sepp: die Obwaldner Fotografen-Dynastie Reinhard. Verlag Brunner, Kriens 2001, ISBN 3-905198-60-6.
- Daniel Reinhard, Jimmy Froidevaux, Michael Stäuble: Die Sauber-Formel. Peter Sauber und der Automobil-Rennsport. Meier, Schaffhausen 2004, ISBN 3-85801-127-4.
- Bernhard Brägger, Daniel Reinhard, Uli Jooss, Urs Heer: Die Schnellen Zwanzigerjahre. Geschichte der Cyclecars und Voiturettes. SP Verlag, 2005, ISBN 3-9809409-2-6.
- Michael Schmidt und Daniel Reinhard: Heroes: berühmte Rennfahrer über das Highlight ihrer Karriere. Motorbuch-Verlag, Stuttgart 2012, ISBN 978-3-613-03471-6.
- Christoph Hürlimann und Daniel Reinhard (Fotos): Aus der Einheit leben: Begegnung mit Bruder Klaus, Paulusverlag, Freiburg 2013, ISBN 978-3-7228-0845-1.
- Michael Schmidt: auto motor und sport – 60 Jahre Formel 1, mit Fotos von Daniel Reinhard, Hans Peter Seufert, Julius Weitmann und Wolfgang Wilhelm; Motorbuch-Verlag, Stuttgart 2009, ISBN 978-3-613-03127-2.
- Richard Kaan (Text), Daniel Reinhard (Fotos): Passion Oldtimer – Die Welt der klassischen Automobile. Geramond Verlag, München 2019, ISBN 978-3-95613-052-6.
- Daniel Reinhard (Text), Daniel Reinhard und Josef Reinhard (Fotos): Inside Formel 1 – Eine Motorsport-Zeitreise – 1950 bis heute. GeraMond Verlag, München 2022, ISBN 978-3-96453-086-8.

## Film
- Angelo A. Lüdin, Barbara Zürcher: Trophäen der Zeit. Die Fotografendynastie Reinhard aus Sachseln. Dokumentarfilm, 2006 (vimeo.com). Der Film wurde vom Schweizer Fernsehen in der Reihe Sternstunden ausgestrahlt.[22]